# Anna Maria Tauscher van den Bosch
Anna Maria Tauscher van den Bosch, in religione Maria Teresa di San Giuseppe (Sandow, 19 giugno 1855 – Sittard, 20 settembre 1938), è stata una religiosa tedesca, fondatrice delle suore Carmelitane del Divin Cuore di Gesù: è stata beatificata a Roermond il 13 maggio 2006.

## Biografia
Figlia di un pastore protestante, si convertì al cattolicesimo nel 1888. Lavorò in un istituto per malati di mente e, dopo la rottura con la famiglia di origine, come inserviente in un monastero.
Nel 1891 aprì a Berlino un ricovero per i senzatetto (la cosiddetta casa di San Giuseppe): per gestirla, nel 1893 prese i voti religiosi assieme ad alcune compagne e diede inizio a una congregazione di ispirazione carmelitana, poi aggregata al terz'ordine di Nostra Signora del Carmelo.
Per alcuni dissidi con l'arcivescovo di Berlino, nel 1899 trasferì la sua opera nei Paesi Bassi, dove morì nel 1938.

## Il culto
Le procedure per la sua canonizzazione vennero avviate nel 1953.
Il 20 dicembre 2002 papa Giovanni Paolo II ne decretò le "virtù eroiche" riconoscendole il titolo di venerabile.
Il 19 dicembre 2005 papa Benedetto XVI ha riconosciuto l'autenticità di un miracolo attribuito all'intercessione della Tauscher approvandone la beatificazione, celebrata a Roermond dal cardinale Adrianus Simonis il 13 maggio 2006.